# Sinapis alba
A mostarda-branca (Sinapis alba) é uma planta anual da família Brassicaceae, cultivada pelas suas sementes, utilizadas na preparação de condimentos.

## Descrição

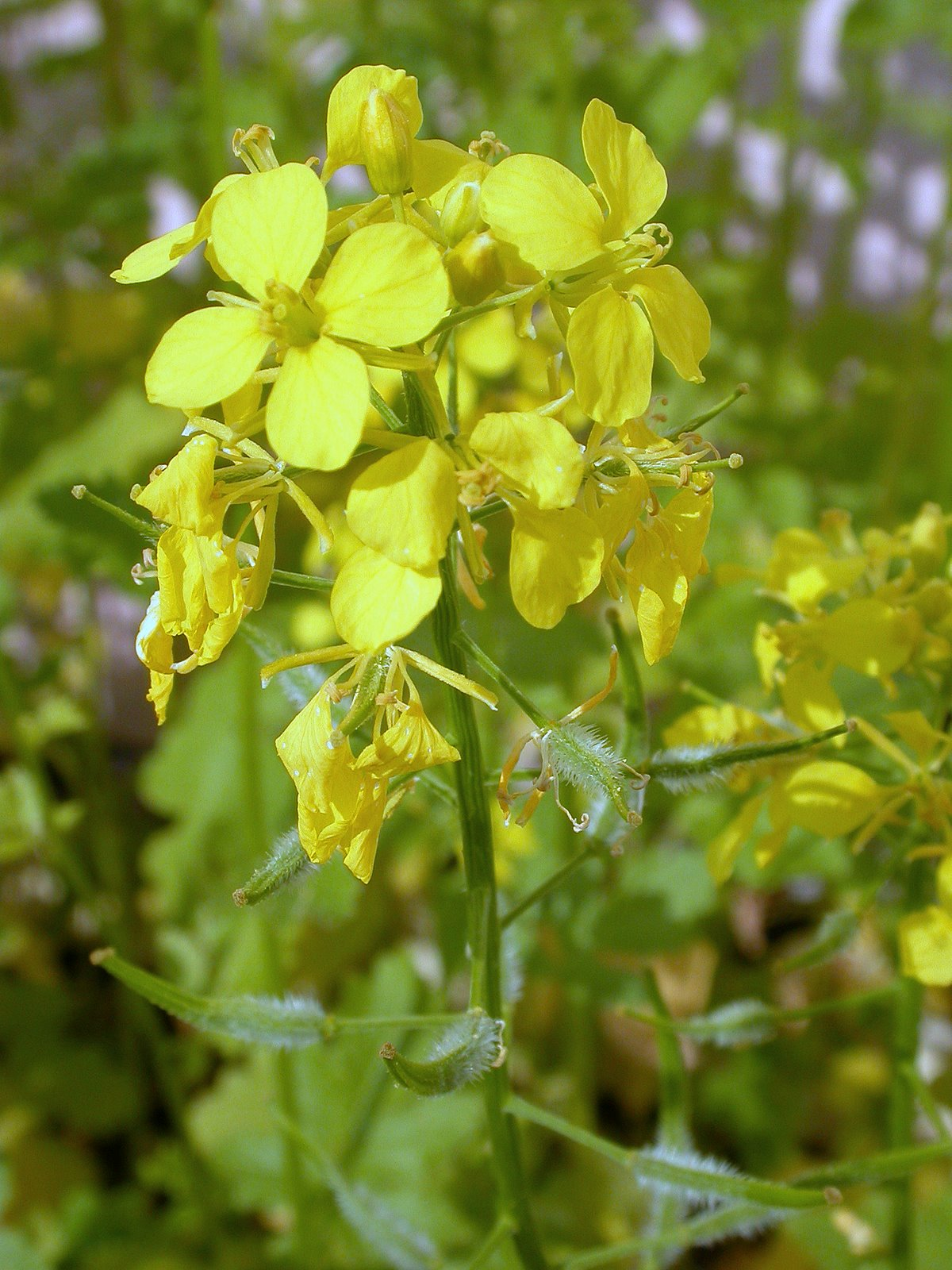
Após a fecundação as flores transformam-se em síliquas que se desenvolvem ao longo da parte superior da planta.

Trata-se de uma planta herbácea com 50 a 80 cm de altura, com caules bastante ramificados. De crescimento rápido, pode atingir a maturação em menos de um mês.
As folhas compostas pinuladas são profundamente recortadas, excepto aquelas da parte superior dos caules, com lobos mais ou menos arredondados.
As flores, de pétalas amarelas, por vezes brancas, aparecem no verão, de maio a setembro. O fruto é uma síliqua contendo poucas sementes.

## Distribuição
Esta espécie é originária do Norte de África, da Europa (excepto regiões árticas) e da Ásia Ocidental.

## Utilização

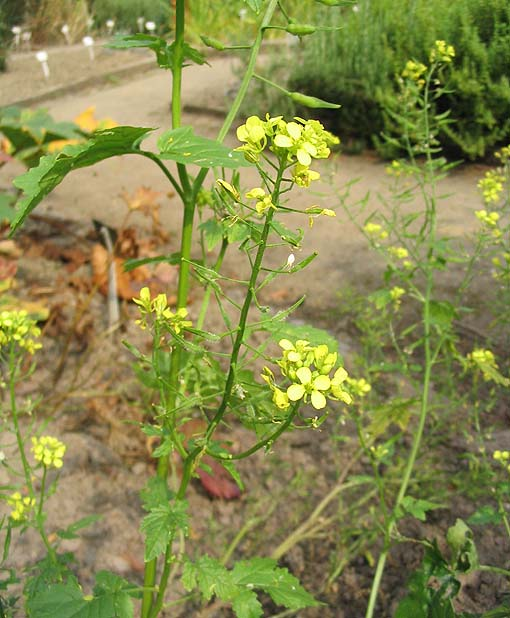
Mostarda-branca

As sementes são ricas em lípidos (cerca de 35%) e delas extrai-se um óleo com aplicações industriais e alimentares (óleo de mostarda). São também a base da preparação do condimento do mesmo nome, mostarda.
A mostarda-branca é também usada como forragem e como planta apícola.
É por vezes semeada como adubo verde, como cultura intercalar para evitar deixar os campos descobertos e limitar a lixiviação dos nitratos solúveis. Neste caso, se semeada após um cereal, deverá ser destruída antes do desenvolvimento das sementes para evitar a sementeira natural que a tornaria numa erva daninha, sobretudo nas culturas de colza.